# باتريك بيرغ
باتريك بيرغ (بالنرويجية البوكمول: Patrick Berg)‏ (24 نوفمبر 1997 ببودو في النرويج - ) هو لاعب كرة قدم نرويجي في مركز الدفاع. شارك مع منتخب النرويج تحت 17 سنة لكرة القدم ومنتخب النرويج تحت 19 سنة لكرة القدم. أما مع النوادي، فقد لعب مع نادي بودو/غليمت.

## وصلات خارجية
- باتريك بيرغ على موقع الاتحاد الدولي (مؤرشف)  (الإنجليزية)
- باتريك بيرغ على موقع الاتحاد الأوربي (الإنجليزية)
- باتريك بيرغ على موقع اتحاد النرويج (النرويجية)
- باتريك بيرغ على موقع إي إس بي إن إف سي (الإنجليزية)
- باتريك بيرغ على موقع قاعدة بيانات كرة القدم.إي يو (الإنجليزية)
- باتريك بيرغ على موقع ليكيب (الفرنسية)
- باتريك بيرغ على موقع ناشيونال فوتبول تيمز (الإنجليزية)
- باتريك بيرغ على موقع Soccerway.com (الإنجليزية)